# Arborophila atrogularis
La arborófila cariblanca (Arborophila atrogularis) es una especie de ave galliforme de la familia Phasianidae. Se encuentra en Bangladés, Birmania, sur de China e India. No se reconocen subespecies.